# Lánc, lánc, eszterlánc
Lánc, lánc, eszterlánc – popularna węgierska piosenka dziecięca.

## Historia

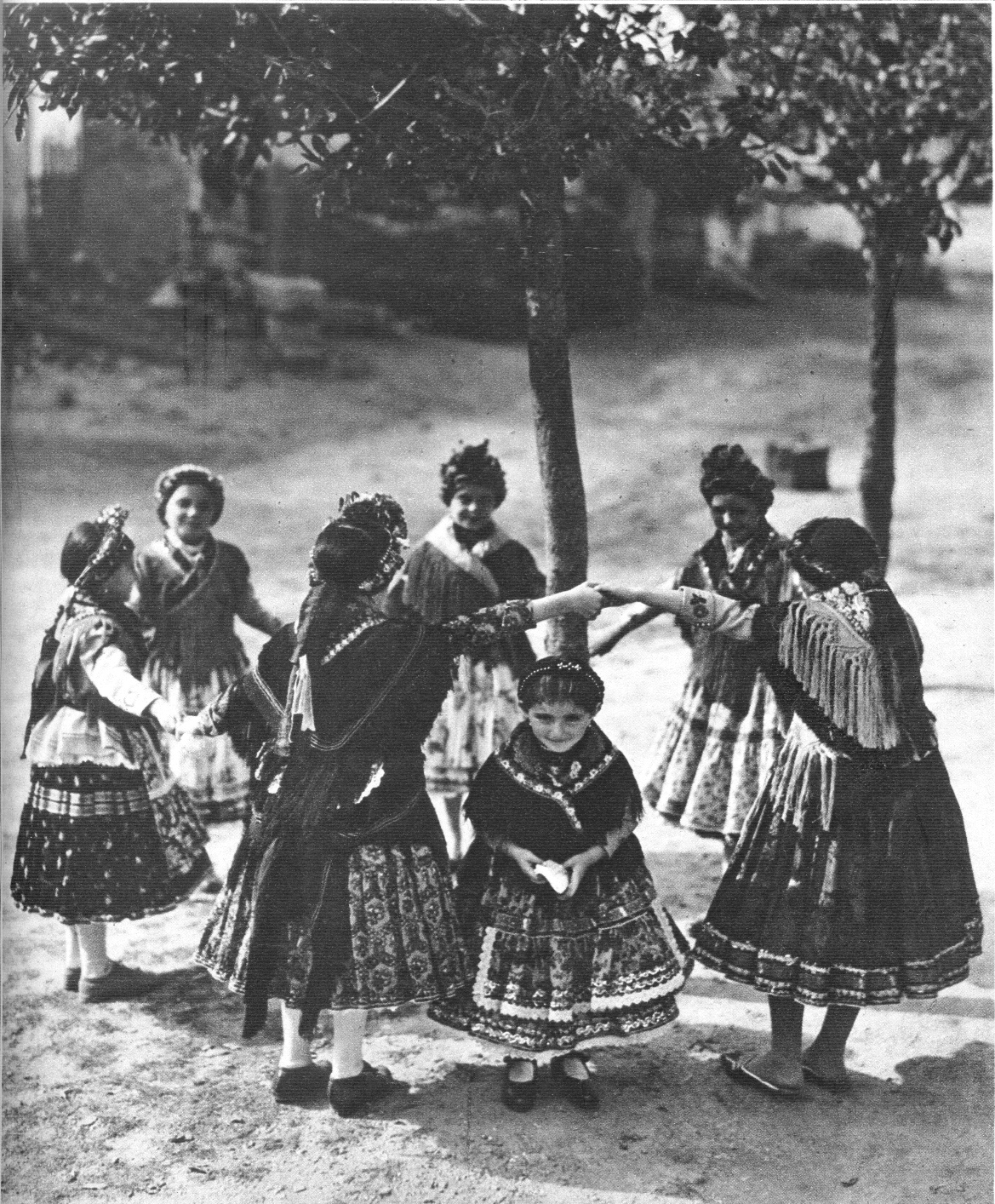
Dziewczynki podczas zabawy z towarzyszeniem Lánc, lánc, eszterlánc

Po raz pierwszy tekst piosenki ukazał się w 1792 roku w czasopiśmie „Magyar Hírmondó”. Piosenka ukazała się również jako „Láncz, láncz, eszterlánc, eszterlánci rózsa” w zbiorze Árona Kissa Magyar gyermekjáték-gyűjtemény z 1891 roku. Muzykę do piosenki skomponowali m.in. Béla Bartók (w zbiorze Dla dzieci), Leó Weiner, Sándor Reschofsky i Zoltán Gárdonyi.

## Charakterystyka
Piosenka towarzyszy dzieciom podczas zabawy w kole. Występujące w niej słowo „eszterlánc” jest dziecięcym zbitkiem słów „Eszter” i „lánc” i nie ma nic wspólnego z imieniem Eszter.

## Melodia
Wersja według Árona Kissa

## Nawiązania
Do piosenki nawiązuje utwór „Eszterlánc” zespołu Neoton Família, który ukazał się w 1982 roku na albumie Szerencsejáték.